# Лоліта Флорес
Лоліта, також відома як Лоліта Флорес (ісп. Lolita Flores, народ. 6 травня 1958 справжнє ім'я: Марія Долорес Гонсалес Флорес) — іспанська співачка.
Вона дочка знаменитої співачки Лоли Флорес (1923—1995) і співака та музиканта Антоніо Гонсалеса (відомого як Ель Пескадилья) (1925—1999), сестра співака Антоніо Флореса (1961—1995) і співачки та актриси Росаріо Флорес (народ. 1963).

## Дискографія

### Альбоми
- Amor, amor (1975)
- Abrázame (1976)
- Mi carta (1977)
- Espérame (1978)
- Seguir Soñando (1980)
- Atrévete (1982)
- Águila real (1983)
- Para volver (1985)
- Locura de amor (1987)
- Madrugada (1990)
- Con Sabor a Menta (1991)
- Y La Vida Pasa (1994)
- Quién lo va a detener (1995)
- Atrasar el reloj (1997)
- Lola, Lolita, Lola (2001)
- Lola, Lolita, Dolores (2002)
- Si la vida son 2 días (2004)
- Y ahora Lola. Un regalo a mi madre (2005)
- Sigue caminando (2007)

## Фільмографія
- La princesa del polígono (2007)
- Fuerte Apache (2006)
- Rencor (2002)

Знімалася у численній кількості серіалів, зокрема, у першому епізоді іспанського ситкому «Чергова аптека» (ісп. Farmacia de guardia) режисера Антоніо Мерсеро (в ролі самої себе), і в першому епізоді містичного серіалу «Чорна лагуна» (ісп. El internado. Laguna Negra).